# Sierras orientales de Galicia
Se pueden considerar sierras orientales de Galicia aquellas que discurren desde lo río Eo hasta A Mezquita, ya en la raya con Portugal. Se trata de una serie de cadenas montañosas con distinta orientación que conectan en algún punto con la cordillera cantábrica.

## Características
De norte a sur, se pueden distinguir varios tramos. El primero abarcaría la zona que va del río Eo hasta lo río Sil, y en él estarían las sierras de Meira, la del Cuerno del Ciervo, la sierra del Mirador, la sierra de Follabal, la sierra de Liñares, a Uría, Os Ancares, El Courel y la sierra de la Enciña de la Lastra. En un segundo tramo entre el Sil y la depresión de Monterrei estarían localizados el Macizo de Peña Trevinca y más El Canizo.
Se extienden por una gran superficie de las zonas orientales de las provincias de Lugo y Orense. Es en estas sierras donde se encuentran las mayores alturas de Galicia, con diversas cumbres que superan los 2.000 metros sobre el nivel del mar. La cima de mayor altura es Peña Trevinca, concretamente con 2.124 metros.
Recibe unas precipitaciones elevados, por encima de los 2.000 litros por metro cuadrado, y la oscilación de las temperaturas entre las diferentes estaciones es notable.